# Heroes & Villains
Heroes & Villains — второй студийный альбом американского музыкального продюсера Metro Boomin. Он был выпущен 2 декабря 2022 года на лейблах Boominati Worldwide, Republic Records и Universal Music Group. Альбом содержит гостевые участия от Джона Ледженда, Фьючера, Криса Брауна, Don Toliver, Трэвиса Скотта, 21 Savage, Young Nudy, Янг Тага, the Weeknd, Mustafa, ASAP Rocky, Gunna и убитого месяцем ранее Takeoff. Продюсированием в основном занимался сам Metro Boomin вместе с TM88, Honorable C.N.O.T.E., Oz и другими. Это концептуальный альбом, он выполнен в стилистике психоделического трэпа, в качестве рассказчиков выступают ASAP Rocky и Морган Фримен. Пластинка является продолжением предыдущего альбома Metro Boomin Not All Heroes Wear Capes (2018). Инструментальная версия под названием Heroes Version была выпущена 5 декабря 2022 года. Ремикс-версия альбома, именуемая Villains Version, от продюсеров OG Ron C и DJ Candlestick вышла 17 февраля 2023 года. Heroes & Villains дебютировал под номером один в чарте Billboard 200 с 185,000 единицами, эквивалентными альбому, а также получил в основном положительные оценки от критиков.

## История
17 ноября 2021 года Metro Boomin раскрыл название альбома в письме, написанном с DJ Holiday по случаю трёхлетней годовщины Not All Heroes Wear Capes. 16 сентября 2022 года, в свой 29-й день рождения, продюсер выпустил видео-трейлер пластинки в социальных сетях, в котором рассказал, что она посвящена его покойной матери. Изначально планировалось выпустить альбом 4 ноября, однако 26 октября Metro Boomin объявил, что он будет перенесён на четыре недели. Среди поклонников возникло предположение, что это произошло из-за выхода совместной работы Дрейка и 21 Savage Her Loss в намеченный день день, однако позже выяснилось, что истинной причиной переноса является проблема с очисткой сэмплов. 22 ноября Metro Boomin поделился обложкой. Она вдохновлена девятым студийным альбомом Pink Floyd Wish You Were Here (1975). Ровно через неделю продюсер выпустил короткометражный фильм, снятый Гибсоном Хазардом, в нём Metro Boomin снялся вместе с Янг Тагом, Gunna, Морганом Фрименом и Лакитом Стэнфилдом. Восемь дней спустя на официальном сайте музыканта появлялись отрывки новых треков. За день до выпуска пластинки, Metro Boomin по одному раскрывал приглашённых артистов альбома при помощи стилизованных под комиксы изображений. Песня «Creepin'» при участии the Weeknd и 21 Savage была выпущена как лид-сингл 13 декабря 2022 года.

## Рецензии
| Совокупная оценка | Совокупная оценка |
| Источник          | Оценка            |
| ----------------- | ----------------- |
| Metacritic        | 73/100            |
| Оценки критиков   |                   |
| Источник          | Оценка            |
| Mic Cheque        | 7/10              |
| Pitchfork         | 7.2/10            |
| Slant Magazine    | [ 15 ]            |

Согласно агрегатору Metacritic, Heroes & Villains получил в целом положительные отзывы. Робин Мюррей из Clash отмечает, что «одна из ошибок записи заключается в том, что на ней происходит слишком много всего. Альбом полон идей, но не все из них приживаются». Он также резюмировал: «Смелое заявление артиста, Heroes & Villains развивает его звуковой гобелен, оставляя при этом пространство для роста». В своей статье для издания Mic Cheque Хамза Р. пишет, что Metro Boomin «остаётся дирижёром, взмахивая палочкой, чтобы получить трэп-альбом, который, возможно, не является его лучшим, но достаточно прочным, чтобы затмить большинство пластинок такого рода в этом [2022] году». Брэди Брикнер-Вуд из Pitchfork охарактеризовал Heroes & Villains как «амбициозную, богатую деталями запись», добавив, что она «доказывает, что Metro стремится к большему, чем просто к хитам». Журнал Slant резюмировал, что альбом «не очень амбициозен с точки зрения заявленной тематики, но большинство гостей хотя бы поверхностно затрагивают центральную тему пластинки».

## Коммерческий успех
Heroes & Villains дебютировал под номером один в Billboard 200 с тиражом в 185 000 копий, что сделало его третьим альбомом исполнителя, попавшим на вершину чарта в США. Следующей рэп-пластинкой, занявшей первое место, стала работа Lil Uzi Vert Pink Tape, которая вышла 30 июня 2023 года. Это самый длинный разрыв в американском чарте между хип-хоп-альбомами номер один почти за 30 лет.

## Список композиций
| №                   | Название                                                                                   | Автор(ы) | Продюсер(ы)                                             | Длительность |
| ------------------- | ------------------------------------------------------------------------------------------ | --- | ------------------------------------------------------- | ------------ |
| 1.                  | «On Time» (совместно с Джоном Леджендом)                                                   | Лиленд Уэйн, Джон Стивенс, Брайан Симмонс, Кори Мун, Питер Ли Джонсон, Йохан Ленокс и Джослин Дональд | Metro Boomin, TM88, DJ Moon, Джонсон и Ленокс[a]        | 2:49         |
| 2.                  | «Superhero (Heroes & Villains)» (совместно с Фьючером и Крисом Брауном)                    | Ли. Уэйн, Нейведиус Уилберн, Кристофер Браун, Канье Уэст, Шон Картер, Терренс Торнтон, Сайделл Янг, Кассим Дин, Роберт Диггз, Эрнест Уилсон, Майкл Дин, Манфред Манн, Аллен Риттер, Дэвид Руофф и Элиас Клюгхаммер | Metro Boomin, Риттер[b] и David x Eli[b]                | 3:03         |
| 3.                  | «Too Many Nights» (совместно с Фьючером при участии Don Toliver)                           | Ли. Уэйн, Уилберн, Калеб Толивер, Карлтон Мэйс-младший и Риттер | Metro Boomin, Honorable C.N.O.T.E. и Риттер[a]          | 3:19         |
| 4.                  | «Raindrops (Insane)» (совместно с Трэвисом Скоттом)                                        | Ли. Уэйн, Жак Уэбстер II, Руофф, Клюгхаммер и Лэндон Уэйн | Metro Boomin, Honorable C.N.O.T.E. и Риттер[a]          | 3:09         |
| 5.                  | «Umbrella» (совместно с 21 Savage и Young Nudy)                                            | Ли. Уэйн, Шайя Эйбрахам-Джозеф, Квантавиус Томас, Чельсо Валли, Джонсон, Руофф и Клюгхаммер | Metro Boomin и David x Eli                              | 3:42         |
| 6.                  | «Trance» (совместно с Трэвисом Скоттом и Янг Тагом)                                        | Ли. Уэйн, Уэбстер, Джеффери Уильямс, Риттер и Джонсон | Metro Boomin и Риттер                                   | 3:15         |
| 7.                  | «Around Me» (при участии Don Toliver)                                                      | Ли. Уэйн, Толивер, Меджди Рхарс и Саймон Парк | Metro Boomin и Prince85                                 | 3:12         |
| 8.                  | «Metro Spider» (совместно с Янг Тагом)                                                     | Ли. Уэйн, Уильямс, Риттер, Озан Йылдырым, Ник Фраскона, Дерек Кастал, Маркус Ракер и Пол Аггей | Metro Boomin, Риттер, Oz и Nik D                        | 2:55         |
| 9.                  | «I Can't Save You (Interlude)» (совместно с Фьючером при участии Don Toliver)              | Ли. Уэйн, Уилберн, Толивер, Риттер и Дуэйн Ричардсон | Metro Boomin, Риттер и D. Rich                          | 1:31         |
| 10.                 | «Creepin'» (совместно с The Weeknd и 21 Savage)                                            | Ли. Уэйн, Эйбел Тесфайе, Эйбрахам-Джозеф, Джейсон Куэнневилль, Джонсон, Ленокс, Марио Винанс, Эрик Сёрмон, Пэрриш Смит, Чонси Хокинс, Ники Райан, Рома Райан, Майкл Джонс и Эйтне Ни Бхраонайн                     | Metro Boomin, DaHeala, Джонсон[a] и Ленокс[a]           | 3:42         |
| 11.                 | «Niagara Falls (Foot or 2)» (совместно с Трэвисом Скоттом и 21 Savage)                     | Ли. Уэйн, Уэбстер, Эйбрахам-Джозеф, Риттер, Джейкоб Уилкинсон-Смит и Джонсон | Metro Boomin, Риттер, My Best Friend Jacob и Джонсон[a] | 3:27         |
| 12.                 | «Walk Em Down (Don't Kill Civilians)» (совместно с 21 Savage при участии Mustafa the Poet) | Ли. Уэйн, Эйбрахам-Джозеф, Мустафа Ахмед, Мэйс, Джонсон и Саймон Хессман | Metro Boomin, Honorable C.N.O.T.E. и Джонсон            | 5:11         |
| 13.                 | «Lock on Me» (совместно с Трэвисом Скоттом и Фьючером)                                     | Ли. Уэйн, Уэбстер, Уилберн, Кристофер Таунсенд и Риттер | Metro Boomin, Xz и Риттер[a]                            | 2:55         |
| 14.                 | «Feel the Fiyaaaah» (совместно с ASAP Rocky при участии Takeoff)                           | Ли. Уэйн, Раким Майерс, Кершник Болл, Стивен Брунер и Роберт Брайсон | Metro Boomin и Thundercat                               | 3:09         |
| 15.                 | «All the Money» (совместно с Gunna) (бонусный трек)                                        | Ли. Уэйн, Серхио Китченс, Руофф и Клюгхаммер | Metro Boomin и David x Eli                              | 2:47         |
| Общая длительность: | Общая длительность:                                                                        | Общая длительность: | Общая длительность:                                     | 48:07        |

Примечания
- ↑  дополнительный продюсер
- ↑  сопродюсер

Сэмплы
- «On Time» содержит семпл из эпизода «Единственный в небе» третьего сезона сериала «Пацаны» с речью персонажа Хоумлендер (Энтони Старр), произнесённой во время финальной сцены данной серии.
- «Superhero (Heroes & Villains)» содержит интерполяцию песни «So Appalled[англ.]», исполненной Канье Уэстом
- «Creepin'» содержит интерполяцию песни «I Don't Wanna Know[англ.]», исполненной Марио Винансом[англ.]*. Там также звучит дополнительный неуказанный вокал Sampha[англ.].
- «Walk Em Down (Don’t Kill Civillians)» содержит интерполяцию документального фильма Гуччи Мейна Hood Affairs (2007).
- «Feel the Fiyaaaah» содержит семпл песни «Feel the Fire», исполненной Пибо Брайсоном.

## Чарты
| Чарт (2022)                              | Высшая позиция |
| ---------------------------------------- | -------------- |
| Австралия (ARIA)                         | 5              |
| Австрия (Ö3 Austria)                     | 3              |
| Бельгия/Фландрия (Ultratop)              | 4              |
| Бельгия/Валлония (Ultratop)              | 11             |
| Канада (Canadian Albums Chart)           | 1              |
| Чехия (ČNS IFPI)                         | 3              |
| Дания (Hitlisten)                        | 1              |
| Нидерланды (Album Top 100)               | 3              |
| Финляндия (Suomen virallinen lista)      | 3              |
| Франция (SNEP)                           | 20             |
| Германия (Offizielle Top 100)            | 13             |
| Ирландия (Irish Albums Chart)            | 3              |
| Италия (FIMI)                            | 10             |
| Литва (AGATA)                            | 1              |
| Новая Зеландия (RMNZ)                    | 1              |
| Норвегия (VG-lista)                      | 3              |
| Испания (PROMUSICAE)                     | 28             |
| Швеция (Sverigetopplistan)               | 2              |
| Швейцария (Schweizer Hitparade)          | 1              |
| Великобритания (UK Albums Chart)         | 3              |
| Великобритания (UK Digital Albums Chart) | 49             |
| США (Billboard 200)                      | 1              |
| США (Billboard Top R&B/Hip-Hop Albums)   | 1              |